# Detlev von Liliencron
Detlev von Liliencron (egentlig: Friedrich Adolf Axel von Liliencron; 3. juni 1844 – 22. juli 1909) var en tysk friherre, lyriker og prosaforfatter. 
Detlev von Liliencron blev født i Kiel. Han blev indrulleret i den preussiske hær og deltog både i den preussisk-østrigske krig i 1866 og den tysk-franske krig 1870 og 1871, hvor han blev såret. I 1882 var han for kort tid herredfoged på den sydslesvigske ø Pelvorm.
Han fik første gang opmærksomhed med en samling med digtet Adjutantenritte und andere Gedichte fra 1883, som gjorde ham berømt blandt naturalisterne. Samlingen blev fulgt af en serie med dramaer og noveller samt et humoristisk versepos, Poggfred. Som lyriker var han impressionist og stod mellem naturalisme og nyromantik. Hans lyrik er præget af fin ironi og nuancerede stemninger.